# Witalij Jurczenko
Witalij Siergiejewicz Jurczenko (ros. Виталий Сергеевич Юрченко, ur. 2 maja 1936) – pułkownik KGB, oficer wywiadu radzieckiego, płk Komitetu Bezpieczeństwa Państwowego Związku Radzieckiego (KGB ZSRR), który w 1985 roku zbiegł na Zachód, a następnie dobrowolnie powrócił do Związku Radzieckiego.

## Pochodzenie
Witalij Jurczenko urodził się w 1936 roku, pochodził z rodziny robotniczej; ojciec zginął w czasie II wojny światowej. Ukończył szkołę wojskową i służył na okrętach podwodnych. Ukończył także wydział nawigacji w 1958 roku i otrzymał stopień porucznika Marynarki Wojennej oraz przydział do Floty Oceanu Spokojnego z dowództwem we Władywostoku. Od 1959 roku służył w KGB w dziale kontrwywiadu wojskowego. Ożenił się w 1958 roku, żona była inżynierem, w 1961 roku urodziła się im córka, następnie adoptowali chłopca urodzonego w 1969 roku.

## Służba w KGB
Jurczenko doskonale znał amerykańskie służby wywiadowcze, był bowiem w latach 1975–1980 oficerem bezpieczeństwa KGB w ambasadzie radzieckiej w Waszyngtonie. Z racji swojej pracy miał stały kontakt z agentami FBI. Często bywał z nimi w lokalu Dankers przy E street w północno-zachodnim Waszyngtonie, nieopodal głównej siedziby FBI. Jego ulubionym trunkiem była szkocka whisky. Po zakończeniu misji w Stanach Zjednoczonych powrócił do Moskwy, tam został głównym oficerem kontrwywiadu ds. bezpieczeństwa wewnętrznego. Współpracował ze szpiegami, którzy zbiegli do Związku Radzieckiego, m.in. Haroldem (Kimem) Philbym oraz George’em Blake. W kwietniu 1985 roku Jurczenko został mianowany zastępcą szefa I Zarządu Głównego KGB.

## Dezercja
CIA oceniało Jurczenkę jako weterana KGB o piętnastoletnim stażu, oczekującego awansu na generała, człowieka który koordynował szpiegowską działalność przeciwko obywatelom amerykańskim. W ocenie CIA był piątym człowiekiem w hierarchii KGB, najważniejszym odstępcą całej dekady. Delegowany przez centralę do Rzymu mieszkał na terenie ambasady ZSRR. 1 sierpnia 1985 roku powiedział koledze, że idzie do Muzeów Watykańskich, lecz z budki telefonicznej stojącej naprzeciwko ambasady Stanów Zjednoczonych zatelefonował do pracownika CIA, który doradził mu natychmiastowe wejście na teren ambasady USA. Zaproponowano mu pozostanie we Włoszech, lecz Jurczenko zażądał wywiezienia za Ocean do USA. Szef rzymskiej placówki Centralnej Agencji Wywiadowczej porozumiał się z kierownictwem w Langley (siedziba CIA), przekazując, że Jurczenko podał informację o dwóch radzieckich kretach, człowieku o ps. „Robert” oraz pracowniku Agencji Bezpieczeństwa Narodowego.
Jednym z pierwszych czytelników raportu przysłanego przez szefa rzymskiej placówki CIA był Aldrich Ames, funkcjonariusz kontrwywiadu CIA oraz kret KGB od 1985 roku. Po przewiezieniu Jurczenki do centrali CIA, Langley, Ames był także pierwszym funkcjonariuszem CIA, który przesłuchiwał Jurczenkę, a następnie poinformował o zeznaniach Jurczenki swojego oficera prowadzącego z KGB. Wiadomości przekazane przez Jurczenkę doprowadziły do zdemaskowania Ronalda Peltona, analityka z NSA sprzedającego informacje wywiadowcze wywiadowi radzieckiemu, oraz byłego pracownika Centralnej Agencji Wywiadowczej Edwarda Lee Howarda. Przedstawił wiarygodną wersję tajemniczej śmierci podwójnego agenta Nicholasa Shadriana, który zmarł w 1975 roku. W rozmowach z przesłuchującymi go agentami CIA i FBI Jurczenko określił sprawę Johna W. Walkera, radiooperatora Marynarki Wojennej USA (US Navy), jako jedną z najważniejszych w historii KGB. W ocenach Jurczenki dostarczone przez Walkera informacje pozwoliły na rozszyfrowanie ponad miliona amerykańskich depesz.

## Powrót do ZSRR
Jurczenko zdezerterował z KGB w sierpniu 1985 roku. Po trzech miesiącach, sobotniego wieczoru 2 listopada, siedząc z funkcjonariuszami Centralnej Agencji Wywiadowczej – CIA w restauracji w waszyngtońskiej dzielnicy Georgetown, wstał i powiedział, że chce się przejść. Po wyjściu z restauracji przeszedł dwa kilometry i wszedł na teren ambasady radzieckiej. W ambasadzie spędził resztę sobotniego wieczoru i całą niedzielę, następnie w poniedziałek wystąpił na konferencji prasowej. Oświadczył, że został porwany i uśpiony narkotykami przez agentów CIA i FBI. Jurczenko także zaprzeczył jakoby zdezerterował i z własnej woli złożył zeznania.
Po powrocie Jurczenki do Moskwy pojawiły się pogłoski o jego egzekucji. Jednak w kwietniu 1986 roku wystąpił przed kamerami telewizji niemieckiej, wyjaśniając, że przebywał na kuracji medycznej. W wywiadzie udzielonym w sierpniu 1986 roku jednej z moskiewskich gazet stwierdził, że CIA próbowało go skłonić aby zasugerował powiązania Moskwy z zamachem na papieża Jana Pawła II.

## Konkluzje
Według Davida Wise’a, autora książki Nightmover 1995 [wyd. pol. „Kryptonim Nightmover” 1997], niektórzy pracownicy kontrwywiadu uważali, po ujawnieniu zdrady Amesa że – Jurczenko mógł zostać nasłany przez KGB, żeby zdradzając Howarda i Peltona, uchronić znacznie cenniejszego agenta, Ricka Amesa. Ames został aresztowany dopiero w lutym 1994 roku. Wise przytacza także opinię oficera kontrwywiadu FBI, Harry’ego B Brandona, który stwierdził:

Jest całkiem możliwe, że oni (tj. KGB) powątpiewali w wiarygodność Amesa i wysłali Jurczenkę, aby sprawdzić czy Ames zawiadomił swojego oficera prowadzącego (KGB) o przesłuchaniu Jurczenki i co z jego zeznań przekaże. Kiedy ustalono co przekazuje Ames, rola Jurczenki skończyła się i kazano mu wracać do domu.

Sprawa ucieczki i powrotu Witalija Jurczenki do Związku Radzieckiego jest nadal zagadkowa. Lecz prawdopodobnie przypuszczenia agenta FBI, Harry’ego B. Brandona, można wykluczyć, gdyż Ames wydając w ręce KGB takich oficerów tej służby współpracujących z CIA, jak Oleg Gordijewski, Sergiej Motorin, major KGB, gen. mjr. Dmitrij Polakow itd., po stokroć udowodnił swoją wiarygodność, a Gordijewski swoją ucieczką na Zachód potwierdził swoją winę.